# Clayton Rohner
Clayton Montague Rohner (Palo Alto, 5 agosto 1957) è un attore statunitense.

## Biografia e vita privata
Rohner è nato il 5 agosto 1957 a Palo Alto in California ed è cresciuto a Los Angeles. Ronher ha frequentato il Whitman College dove si è laureato in teatro.

## Carriera
È noto per il ruolo di Rick Morehouse nel film commedia del 1985 Un ragazzo come gli altri ed ha anche recitato in diversi film come ad esempio L'occhio della morte (1988), Bat*21, (1988), Pesce d'aprile (1994), Relic - L'evoluzione del terrore (1997), Stazione Erebus (1998), Coronado - Intrappolati nella giungla (2003) e The Human Centipede 3 (Final Sequence) (2015).
Le sue apparizioni televisive includono varie serie TV come Miami Vice, Star Trek: The Next Generation, Beverly Hills, 90210, Crossing Jordan, X-Files e Day Break.

## Filmografia parziale
- Un ragazzo come gli altri (1985)
- Investigazioni private (1987)
- Bat*21 (1988)
- L'occhio della morte (1988)
- Sola... in quella casa (1989)
- Pesce d'aprile (1994)
- Relic - L'evoluzione del terrore (1997)
- Stazione Erebus (1998)
- Where's Marlowe? (1998)
- Coronado - Intrappolati nella giungla (2003)
- Shrink (2009)
- Jobs (2013)
- Chasing Shakespeare (2013)
- The Human Centipede 3 (Final Sequence) (2015)